# Nacionalni park Semien
Nacionalni park Planina Semien je jedan od Nacionalnih parkova Etiopije. Nalazi se u zoni Semien Gondar u regiji Amhara, udaljen oko 160 km sjeveroistočno od Jezera Tana. Površina parka pokriva Semiensko gorje u kojem se nalazi najviši vrh Etiopije Ras Dashan.
Park je stanište brojnih izuzetno rijetkih vrsta životinja, poput; etiopskog vuka, gelada babuna, i etiopskog kozoroga, divlje koze koja se neda više nigdje drugdje naći. Na Semienskom gorju obitava karakal sisavac nalik na risa. Više od 50 vrsta ptica ima svoje stanište u parku, ukljućujući i impresivnog strvinara kostoberinu, sa svojim rasponom krila od 3 metra.
Park je osnovan 1969., nakon čega je knjiga velške spisateljice i glumice Clive Nicol o iskustvima s pohoda na krov Afrike doživjela planetarni uspjeh 1971. ISBN 0-340-14755-5
Park Semien je bio jedno od prvih mjesta uvršteno na UNESCO-ov popis svjetske baštine (1978.). U novije vrijeme je, zbog naglog smanjenja ugroženih vrsta koja ga nastanjuju, stavljen na popis mjesta ugrožene svjetske baštine (1996.).
- Ras Dashan
- Planine Semien 2009.
- Planine u zoru
- Pavijani na planini
- Semien iznad Adi Arkaya

## Pogledajte i ovo
- Nacionalni parkovi Etiopije

## Vanjske poveznice
- UNESCO World Heritage Entry on Simien National park (engl.)
- The National Parks of Ethiopia: Simien Mountain Adventure - Part I (Addis Tribune) (engl.)
- The National Parks of Ethiopia: Simien Mountain Adventure - Part II (Addis Tribune) (engl.)
- The National Parks of Ethiopia: Simien Mountain Adventure - Part III (Addis Tribune) (engl.)